# Sörling Valley
Das Sörling Valley ist ein eisfreies Tal im Norden Südgeorgiens im Südatlantik. Es liegt zwischen der Cumberland East Bay und der Hound Bay an der Basis der Barff-Halbinsel.
Der South Georgia Survey nahm im Zeitraum zwischen 1951 und 1957 Vermessungen vor. Das UK Antarctic Place-Names Committee benannte es 1958 nach Erik Sörling vom Naturhistoriska riksmuseet in Stockholm, der dort zwischen 1904 und 1905 die zoologische Sammlung über Südgeorgien aufgebaut hatte.